# Escallonia salicifolia
Escallonia salicifolia är en tvåhjärtbladig växtart som beskrevs av Johannes Mattfeld. Escallonia salicifolia ingår i släktet Escallonia och familjen Escalloniaceae. Inga underarter finns listade i Catalogue of Life.